# 团结

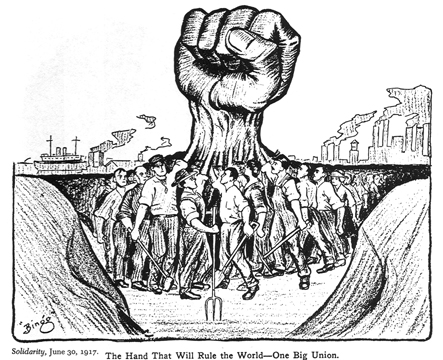
象征工人运动的一只举拳

团结（英語：Solidarity），是由共同的利益、目标、标准、以及情感发展出团队或社会阶级之凝聚力的一种意识。，其亦是将不同人群转化为一个整体的社会纽带。团结的概念广泛于社会学和社会科学领域、乃至以及哲学领域，更是天主教社会思想的一项重要概念，因而也是基督教民主主义政治的一项核心主张。
团结的基础及产生方式因社会发展状况而异，在发展中社会中其主要依靠血缘关系和共同利益产生，而更加发达的社会对于增强社会凝聚力、维护团结则有着更多元化的理论支持。团结是欧盟基本权利宪章的六项基本原则之一。联合国将每年的12月20日定位国际人类团结日，并在世界生物伦理和人权宣言（页面存档备份，存于）提及团结的概念，随着生物技术和生物医学的深入发展，在医学领域界定团结的急迫性与日俱增。